# Petar Gudew

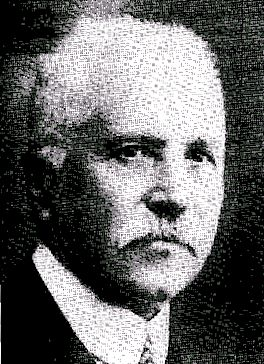
Petar Gudew

Petar Todorow Gudew (auch Petar Todorov Gudev geschrieben, bulgarisch Петър Тодоров Гудев) (* 13. Juli 1862 oder 1863 in Gradets (Oblast Sliwen); † 8. Mai 1932 in Sofia) war ein bulgarischer Politiker und Ministerpräsident.

## Biographie
Gudew absolvierte ein Studium der Rechtswissenschaften in Paris und Brüssel. Nach Beendigung des Studiums und seiner Rückkehr nach Bulgarien wurde er zunächst Mitarbeiter im Justizministerium und dann 1893 im Ministerium für Öffentlichen Unterricht.
Seine eigene politische Laufbahn begann er dann 1896 mit der Wahl zum Abgeordneten der Nationalversammlung, der er bis 1908 angehörte. Am 17. Oktober 1905 wurde er zum Präsidenten der Nationalversammlung gewählt.
Im Anschluss daran wurde er am 16. März 1907 von Fürst Ferdinand I. als Nachfolger von Dimitar Stantschow zum Ministerpräsidenten ernannt. In seinem bis zum 29. Januar 1908 amtierenden Kabinett übernahm er zusätzlich das Amt des Innenministers. Nachdem Aleksandar Malinow zu seinem Nachfolger als Ministerpräsident ernannt worden war, zog er sich vollständig aus dem politischen Leben zurück.